# Bridei V
Bridei V ( gaélico : Bruide mac Fergusa ) fue rey de Fortriu desde 761 hasta 763. Él era el hermano de Oengus I. Su muerte es registrada por Anales de Úlster y de la revista Anales de Tigernach.